# Lophotriccus
Lophotriccus is een geslacht van zangvogels uit de familie tirannen (Tyrannidae).

## Soorten
Het geslacht kent de volgende soorten:
- Lophotriccus eulophotes – Langkuifdwergtiran
- Lophotriccus galeatus – Helmdwergtiran
- Lophotriccus pileatus – Schubkuifdwergtiran
- Lophotriccus vitiosus – Dubbelbanddwergtiran